# غريغ هدسون
غريغ هدسون (بالإنجليزية: Greg Hudson)‏ هو لاعب كرة قاعدة أمريكي، ولد في 4 فبراير 1967 في سينسيناتي في الولايات المتحدة.